# Île Whitehorse
L'île Whitehorse (anglais : Whitehorse Island) est une île du Nouveau-Brunswick (Canada) située dans le comté de Charlotte. Cette île de deux hectares est entièrement incluse dans la zone naturelle protégée de l'Île-Whitehorse.